# Magnum opus (alchimie)

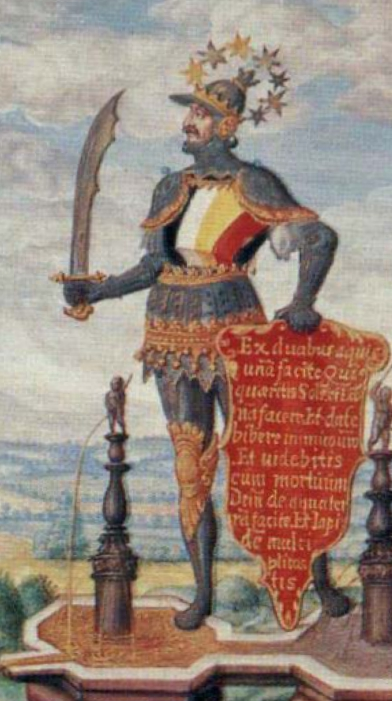
Culorile magnum opus vizibile pe platoșa unui personaj din Splendor Solis

Cercul încadrat: un simbol alchimic ilustrând interacțiunea celor patru elemente ale materiei simbolizând piatra filozofului; rezultatul „Marii Opere”

Marea Operă (Latină: Magnum opus) este un termen alchimic pentru procedeul de a lucra cu prima materia pentru a crea piatra filozofului. A fost folosit pentru a descrie transmutația personală și spirituală în tradiția ermetică, atașat proceselor de laborator și schimbării culorii substanțelor chimice, utilizat ca model pentru procesul de individuare, și ca figură de stil în artă și literatură. Magnum opus a fost promovat de mișcările New Age și neo-ermetice care uneori au atașat un nou simbolism și semnificație proceselor. Filozofia originală a procesului are patru etape:
- nigredo, o înnegrire sau melanoză
- albedo, a whitening or leucosis
- citrinitas, o îngălbenire xantoză
- rubedo, o înroșire, împurpurare, sau ioză

Originea acestor patru faze se poate regăsi mai devreme de perioada primului secol. Zosimos din Panopolis a scris că acest lucru era cunoscut și de Maria Iudeea. După secolul al XV-lea, numeroși autori tindeau să comprime citrinitas în rubedo și să ia în considerare numai trei etape. Alte culori de etape sunt menționate uneori, dintre care se poate reține cauda pavonis (coada păunului) în care apare un evantai de culori.
Magnum opus a avut o mulțime de simboluri alchimice atașate. Păsări precum corbul, lebăda și phoenixul se puteau folosi pentru a reprezenta progresul prin culori. Modificări de culoare similare se puteau vedea în laborator, unde de exemplu, înnegrirea din materie putredă, arsă sau fermentată era asociată cu nigredo.

## Extinderea celor patru etape
Autorii alchimiști au elaborat uneori modelul cu trei sau patru culori enumerând efectuarea unei mulțimi de pași chimici. Deși aceștia erau deseori aranjați în grupe de șapte sau douăsprezece etape, denumirile acestor procese nu sunt consecvente, nici numărul lor, ordinea, sau descrierea.
Diverse documente alchimice au fost folosite direct sau indirect pentru a justifica aceste etape. Tabula Smaragdina este cel mai vechi document despre care se spune că redă o „rețetă”. Printre altele mai sunt Mutus Liber, cele douăsprezece chei ale lui Basil Valentine, emblemele lui Steffan Michelspacher, și cele douăsprezece porți ale lui George Ripley. Pașii lui Ripley sunt redați astfel:
| 1. Calcinare                 | 7. Cibation      |
| 2. Solution (or Dissolution) | 8. Sublimare     |
| 3. Separation                | 9. Fermentație   |
| 4. Conjunction               | 10. Exaltation   |
| 5. Putrefacție               | 11. Multiplicare |
| 6. Congelare                 | 12. Proiecție    |

## Magnum opus în literatură și divertisment
Uneori magnum opus-ul unui artist este modelat în jurul magnum opus-ului alchimic. Mai mult decât simpla menționare a alchimiei în povestire, nuvele precum Finnegans Wake urmăresc procesul de transmutație, croindu-și întreaga poveste din simbolism alchimic. Jurnalul scolastic Cauda Pavonis, care a fost publicat de mai multe universități din anul 1980, a explorat aceste conexiuni din artă și literatură. Recent, John Granger a folosit fraza alchimie literară pentru a descrie aceste tendințe din ficțiunea populară, precum seria Harry Potter.